# Frederik Karl af Preussen
Prins Frederik Karl Nikolaus af Preussen (født 20. marts 1828 i Berlin, død 15. juni 1885 i Klein-Glienicke ved Potsdam) var en af de største preussiske hærførere i sin tid. Han var søn af prins Karl, bror til kejser Wilhelm I og prinsesse Marie af Sachsen-Weimar-Eisenach. 
Prins Frederik Karl er tipoldefar til Dronning Margrethe 2. af Danmark og Kong Carl 16. Gustaf af Sverige.

## Biografi
1842-1846 fik Frederik Karl undervisning i de militære discipliner af major Albrecht von Roon. Han var også prinsens militære ledsager, da han studerede ved universitetet i Bonn fra 1846. Roon blev senere krigsminister.
Efter at have fuldført sine studier deltog prinsen i 1848 i felttoget i Slesvig som kaptajn i følge med general Wrangel og udmærkede sig ved slagene ved Slesvig og Dybbøl ved personligt mod. 1849 deltog han som major i generalstaben i felttoget i Baden og blev som chef for en husareskadron hårdt såret ved Wiesenthal.
I fredstid, hvor han 1852 blev forfremmet til oberst, 1854 til generalmajor og 1856 til generalløjtnant, viede han sig til militære videnskaber. Han holdt foredrag for officervenner og ledsagede dem med litografiske kort. Uden prinsens vidende udkom i 1860 Eine militärische Denkschrift von P. F. K., som på grund af sine vidtgående reformforslag vakte stor opmærksomhed. Som kommandør for 3. armékorps fra 1860 gennemførte han mange af disse reformer. Han brugte sit korps for at prøve sine militære ideer og indlagde sig store fortjenester ved udviklingen af den preussiske armé.
I 1864 fik prinsen, som i mellemtiden var blevet general af infanteriet, overkommandoen over de preussiske styrker i Slesvig-Holsten. Her erobrede han Dannevirke fra danskerne. Efter at Wrangel havde nedlagt sin kommando i maj, blev prinsen øverstkommanderende for den allierede østrigsk-tyske armé og erobrede Jylland og 29. juni Als.
1866 blev han udnævnt til øverstkommanderende under den preussisk-østrigske krig for den 1. armé (2., 3. og 4. korps) og rykkede ind i Bøhmen ved Oberlausitz. Den 26. og 27. juni slog han de østrigsk-sachsiske soldater under Clam-Gallas ved Liebenau og Podol, den 28. ved Münchengrätz og den 29. ved Gitschin. Den 3. juli angreb han de østrigske stillinger i slaget ved Königgrätz. Under slaget holdt han stand mod den talmæssig overlegne fjende længe nok til, at kronprins Frederik nåede frem på højre og general Eberhard Herwarth von Bittenfeld på venstre fløj. Derefter marcherede han frem til Wiens forland.
I den konstituerende nordtyske rigsdag i 1867 repræsenterede han den østpreussiske valgkreds Labiau-Wehlau.
I den fransk-preussiske krig havde han overkommandoen over den 2. tyske armé. Han holdt franskmændene tilbage ved slaget ved Vionville. Med sejren 18. august ved Gravelotte sikrede han sejren over hele den franske Rhinarmé. Derefter fik han overkommandoen over både den 1. og 2. tyske armé og ledede omringningen af Metz. Han slog alle Bazaines udfald tilbage og tvang ham til kapitulation den 27. oktober. Den 28. oktober blev han udnævnt til generalfeltmarskal og begav sig i ilmarch den 2. november med tre armékorps i retning af Loire for at hindre den franske Loirearmé i at trænge frem i retning af Versailles og Paris. Efter at have slået franskmændenes angreb tilbage, gik han til offensiv den 3. december, besatte 4. december Orleans og drev den franske armé tilbage til Bourges og Le Mans. 
I januar 1871 slog han Chanzy ved Le Mans i flere sammenstød (6.-12. januar) og knuste hans hær så fuldstændigt, at ethvert forsøg på at undsætte Paris fra vest blev umuliggjort.

## Familie
Prinsen var siden 29. november 1854 gift med prinsesse Maria Anna af Anhalt-Dessau (født 14. september 1837), datter af den afdøde hertug Leopold 4. af Anhalt-Dessau. De havde fem børn: 
- Marie (1855-1888)

∞ 1. gang 1878 Prins Henrik af Nederlandene (1820-1879)
∞ 2. gang 1885 Prins Albert af Sachsen-Altenburg (1843-1902)
- Elisabeth Anna (1857–1895)

∞ 1878 Storhertug Frederik August 2. af Oldenburg (1852-1931)
- Anna (1858-1858)
- Louise Margarete (1860-1917)

∞ 1879 Prins Arthur af Storbritannien (1850-1942)
- Frederik Leopold (1895-1959)

∞ 1889 Prinsesse Louise Sophie af Slesvig-Holsten-Sønderborg-Augustenborg (1866-1952)
1. ↑  Navnet er anført på bokmål og stammer fra Wikidata hvor navnet endnu ikke findes på dansk.